# سیارک ۱۹۵۹۹۸
سیارک ۱۹۵۹۹۸ (به انگلیسی: 195998 Skipwilson، نامگذاری:2002RO235) صد و نود و پنج هزار و نهصد و نود و هشتمین سیارک کشف شده‌است که در ۱ سپتامبر ۲۰۰۲ کشف شد.